# Athleisure
Athleisure oder auch Athleisure Wear bezeichnet den modischen Trend, Sportmode und Sportbekleidung auch in Freizeit, Büro oder anderen Bereichen abseits des Sports zu tragen. Das Wort “Athleisure” ist dabei ein Neologismus aus den Einzelwörtern “athletic” (engl. sportlich) und “leisure wear” (engl. Freizeitkleidung). Athleisure-Outfits können Yogahosen, Leggings, Tights, Shorts, Jogginghosen, Hoodies, Outdoorjacken, Regenjacken und Sneaker beinhalten. Die Outfits sollen bewusst wie Sportbekleidung wirken und aussehen, dabei dem Bekleideten aber größtmöglichen Komfort und Funktion bieten.

## Geschichte
Während Karl Lagerfeld 2012 noch mit seinem berühmten Jogginghose-Zitat einen groben Stilbruch für Sportbekleidung in Freizeit und bei offiziellen Anlässen sah (“Wer eine Jogginghose trägt, hat die Kontrolle über sein Leben verloren”), hat sich Fitness- und Sportbekleidung längst in vielen Lebensbereichen durchgesetzt.
War vor drei Jahrzehnten noch die Jeans-Latzhose in den 90er Jahren beliebt, wird heute Athleisure-Mode in der Öffentlichkeit, in Modegeschäften und auf Laufstegen getragen.
Die Ursprünge des Athleisure-Trends stammen von Sportlern, die ihre funktionale Bekleidung auch zu anderen Anlässen trugen. Vorreiter sind vor allem Tennis- und Basketball-Spieler, die seit den 70ern ihre Sportschuhe auch außerhalb des Platzes oder Spielfeldes trugen. Der „Air Jordan III“ von Nike war das erste Air-Jordan-Schuhmodell, welches das Jumpman-Logo, genauer die Sprung-Silhouette von Michael Jordan aufwies. Bekannte Hollywood-Größen und Schauspieler trugen am Set wie auch privat häufig Turnschuhe. Bud Spencer trägt in „Zwei Asse trumpfen auf“ (1981) durchgängig weiße Adidas Tennisschuhe mit den markanten 3 Streifen in rot, Michael J. Fox läuft in „Zurück in die Zukunft“ (1985) in weißen Nike Mag Sneakern mit roten Swoosh durch Gegenwart und Zukunft, Kevin Bacon wechselt in „Footloose“ (1984) zwischen Cowboy-Stiefeln und weißen Nike Turnschuhen mit schwarzem Swoosh.
Andere Einflüsse sind durch den Yoga-Trend und das Tragen von Yoga-Bekleidung in der Freizeit gefolgt. Ein weiterer Faktor ist die Multi-Optionalität in einer sich schnell verändernden, dynamischen Welt: Sportbekleidung bietet mehr Bequemlichkeit und erspart dem Träger oftmals ein mehrfaches Umziehen.
Der Athleisure-Trend kann außerdem als eine Bewegung der Modeindustrie gesehen werden, mit verbesserten Textilien und neuartigen Textiltechnologien Kleidung herzustellen, die vielseitiger, bequemer und modischer sein soll – und den Träger der Kleidung sportlich aussehen lässt. Kleidung und Schuhe werden beweglicher, atmungsaktiver, leichter und wasserabweisender. Die neuen Kleidungsstücke sind aufgrund ihrer sportlichen Herkunft robust und performance-orientiert, d. h. sie unterstützen die alltäglichen Aktivitäten des Kleidungsträgers. Große Sportbekleidungshersteller erschließen sich mit Kollektionen für diesen Trend neue Märkte und Zielgruppen, indem sie bestehende Produkte abwandeln oder in neuen Designs entstehen lassen, wie etwa The North Face x Gucci. oder adidas by Stella McCartney Beispiele für typische Athleisure Sportmarken sind Epoque Evolution, Veilance, Nike Sportswear, adidas by Stella McCartney oder Lululemon – gerade die letztgenannten haben ihre sportlichen Ursprünge im Fitness- bzw. Yogabereich.
Bei Männern allgemein üblich sind Adidas Boostschuhe die farblich zum Sweatoberteil passen und eine gut sitzende Jogginghose, farblich orientiert an gedeckten Farben, grau, beige, Oliv mit weißen und schwarzen Akzenten.

## Marktgröße und Trends
In Berichten aus amerikanischen Medien wie USA Today oder The Wall Street Journal im Jahr 2015 wurde der Athleisure-Markt als wachsend beschrieben, er verdränge typische Workwear-Stile und greife im Jahr 2014 mit einer Marktgröße von 35 Milliarden US-Dollar in den Verkauf von Jeans ein, was einem Anstieg von 8 % im Vergleich zum Vorjahr entspricht. Einer Schätzung zufolge betrug der Athleisure-Markt, einschließlich Sneaker im Jahr 2016 etwa 270 Milliarden US-Dollar und sollte bis zum Jahr 2020 in den Vereinigten Staaten und Asien um 30 % wachsen. Darüber hinaus glaubten die Analysten von Morgan Stanley, dass der weltweite Umsatz bis 2020 auf über 350 Milliarden US-Dollar steigen könnte. Trotz dieser Prognosen zeigt sich aktuell das Problem der Marktsättigung, da immer mehr traditionelle Luxus- und Massenhandelsmarken in diesen Trend einsteigen und günstige Bekleidung anbieten – in Europa vor allem die Decathlon Gruppe oder „Fast-Fashion-Marken“ wie H&M, Zara, Primark. Selbst Discounter wie etwa Lidl sind auf dem Gebiet der Athleisure-Mode aktiv. Der Markt betrug 2021 etwa 87 $ Milliarden was etwa 6 % Marktanteil entspricht.

## Gesellschaftliche Auswirkungen
Beispiele für Athleisure-Looks sind Frauen, die Sport-BHs und Boyshorts kombinieren, oder Leggins zusammen mit Blusen, weiten Kapuzenpullovern oder Sportjacken tragen. Herren kleiden sich in Jogginghosen, Sweatshirts, Mantel und Street Bucket Hat (“Fischerhut”).
Athleisure-Träger haben oftmals ein großes Interesse an einem aktiven Lebensstil und an Selbstoptimierung, das mit dem Kauf einhergeht. Stile, Schnitte, Farben und Stoffe von Athleisure Kleidung betonen dabei den Style und das Aussehen im Gegensatz zur Funktionalität.
Aufgrund jüngster Entwicklungen, und nicht zuletzt auch wegen der Einflüsse der Corona-Pandemie auf unsere verschiedenen Lebensbereiche hat sich der Athleisure-Kleidungsstil längst etabliert. Gerade zu Home-Office-Zeiten ist es vielen Menschen wichtiger denn je, bequeme und praktische Kleidung zu nutzen.
Steigende Nachfrage nach Yoga, Fitness, Running und Home Workouts haben zu einem wachsenden Interesse an Sport und Sportausrüstung geführt. Athleisure wurde von prominenten Sängerinnen wie Beyoncé („adidas x Beyoncé ivy park collection“) und Rihanna beworben. Der Athleisure-Markt ist durch eine kontinuierliche Innovation und Markendifferenzierung gekennzeichnet.

## Materialien und Technologie
Neue Textilien mit synthetischen Fasern ermöglichen verbesserten Feuchtigkeitstransport, Dehnbarkeit und Atmungsaktivität. Während die Textilmembran von außen wind- und wasserdicht ist, kann von innen Luftfeuchtigkeit nach außen entweichen. Moderne Sportbekleidung ist sehr leicht und bietet eine optimale Beweglichkeit.
Als “Technical Wear” oder “Tech Wear” wird häufig Kleidung bezeichnet, die ursprünglich für Outdoor Sportarten entwickelt wurde – wie etwa Outdoorjacken, Regenmäntel oder Outdoorhosen. Tatsächlich getragen wird diese Art der Kleidung aber von modebewussten Großstadtbewohnern, die darin ihren alltäglichen Aufgaben nachgehen.

## Umwelt
Da ein Großteil der Athleisure-Bekleidung aus synthetischer Faser besteht, gibt es Kritik bezüglich der Umweltverträglichkeit. Umweltschützer äußern Bedenken, dass die in Athleisure-Kleidung verwendeten Materialien negative Auswirkungen auf Mensch und Umwelt haben können; dazu gehören Farbstoffe und Lösungsmittel sowie polyfluorierte Chemikalien und Erdöle. Aber auch Fleece-Materialien haben keinen einwandfreien Ruf, besonders mit Blick auf das Problem der steigenden Umweltverschmutzung durch Mikroplastik. Mittlerweile haben sich die meisten bekannten Sportartikelhersteller daher umorientiert, und nutzen recyclefähige Materialien oder bieten Reparatur oder Umtausch an.